# Thiès (stad)

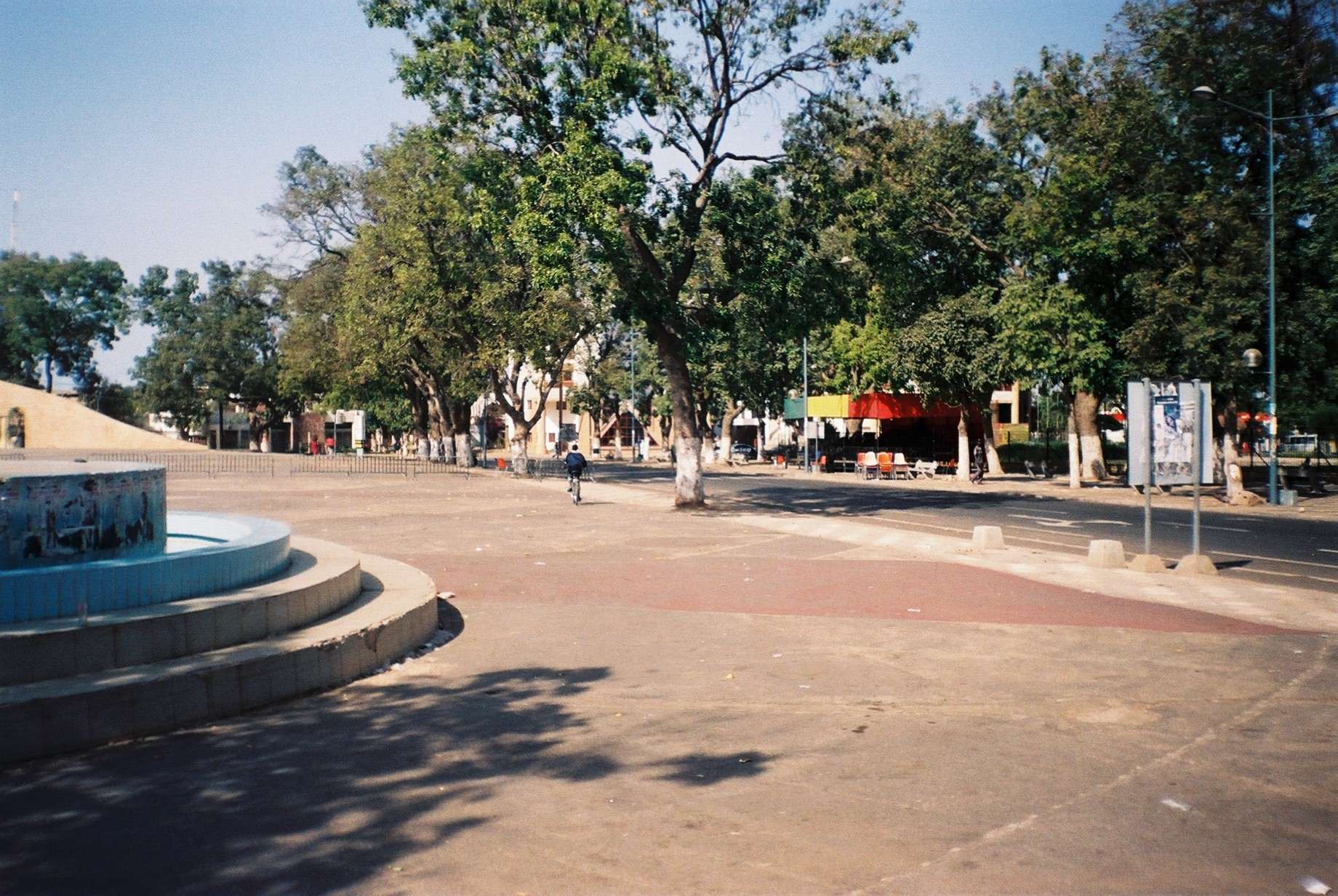
Het stadscentrum van Thiès

Thiès (Wolof: Cès) is een stad in Senegal en ligt ongeveer 60 kilometer ten oosten van de hoofdstad Dakar. Het is de hoofdstad van de gelijknamige regio Thiès. Volgens een schatting van de Senegalese statistische dienst ANSD had de stad in 2007 263.493 inwoners, waarmee het de vijfde stad van het land vormt. Bij de laatste volkstellingen van 1988 en 2002 telde de stad respectievelijk 175.465 en 237.849 inwoners.
Thiès ligt aan de nationale snelweg N2, een zijweg van de internationale weg van Dakar naar Koulikoro in Mali. De stad ligt ook aan de spoorlijn Dakar - Niger. Thiès is een belangrijk spoorwegknooppunt met ook een treinverbinding naar het noorden en met werkplaatsen van de spoorwegen. In september 1938 brak er een staking uit in deze werkplaatsen, die bloedig werd onderdrukt.
De stad is bekend door haar tapijtindustrie. Nabij de stad wordt aluminiumfosfaat gemijnd.
Sinds 1969 is de stad de zetel van het rooms-katholieke bisdom Thiès.

## Geboren
- Thierno Faty Sow (1941-2009), filmregisseur
- Habib Koité (1958), zanger en gitarist
- Dame N'Doye (1985), voetballer
- Khouma Babacar (1993), voetballer
- Diawandou Diagné (1994), voetballer
- Habib Diallo (1995), voetballer
- Mamadou Coulibaly (1999), voetballer